# Basil Zaharoff
 (février 2021).
Si vous disposez d'ouvrages ou d'articles de référence ou si vous connaissez des sites web de qualité traitant du thème abordé ici, merci de compléter l'article en donnant les références utiles à sa vérifiabilité et en les liant à la section « Notes et références ».
Basil Zaharoff (grec : Βασίλειος Ζαχάρωφ ; russe : Василий Захарофф), de son nom de naissance Vasílios Zacharías (grec : Βασίλειος Ζαχαρίας) et de son nom romanisé Zacharie Vasiliou Zacharoff, né le 6 octobre 1849 à Muğla dans l'Empire ottoman et mort le 27 novembre 1936 à Monte-Carlo (Monaco), est un aventurier, marchand d'armes et financier grec, ottoman et français, directeur et président de la société Maxim-Vickers-Armstrong durant la Première Guerre mondiale.
Il a longtemps été la représentation typique du marchand d'armes et du profiteur de guerre, qui parvenait à vendre ses stocks à tous les pays en guerre de par le monde, aux forces de la Triple-Entente en même temps qu'aux forces de la Triple-Alliance entre 1914 et 1918.

## Biographie

### Famille et jeunesse
Basil Zaharoff est issu d'une famille de grecs de Constantinople partie en exil en Russie (où elle adoptera le nom Zaharoff) après les pogroms anti-grecs de 1821, puis retourne en Turquie dans les années 1840 et s'installe en Anatolie dans la ville de Muğla. En 1855, la famille revient à Constantinople où elle réside dans le quartier pauvre de Tatavla.
Basil Zaharoff débute comme guide touristique dans Galata, centre des affaires, mais aussi quartier de prostitution de Constantinople où il est rabatteur de clients, dès l'âge de 11 ans en 1860, pour les prostituées avec lesquelles il fait affaires, puis devient pyromane-pompier et agent de change. Il est accusé de transmettre de l'argent contrefait aux touristes, qui n'y prêtaient pas attention jusqu'à ce qu'ils soient sur un navire, loin de Constantinople.

### Difficultés avec la loi
Basil Zaharoff apparait à Londres pour la première fois lors d'une controverse qu'il a en justice à propos d'actions commerciales illégales, impliquant l'exportation de certains biens de Constantinople vers Londres. Il est relâché contre le paiement de 100 livres à la condition qu'il rembourse au plaignant le litige et reste dans la zone de juridiction de la cour. Il part immédiatement pour Chypre puis Athènes.
Arrivé à Athènes à l'âge de 24 ans, il se lie d'amitié avec le journaliste politique Stéphanos Skouloúdis. Éloquent, il réussit à convaincre Skouloudis de son innocence dans son procès à Londres. Par un coup de chance, un autre ami de Skouloudis, un capitaine suédois, quitte son poste de représentant du fabricant d'armes Thorsten Nordenfelt pour un poste plus important ailleurs. Skouloudis, par son importance politique, peut recommander Basil Zaharoff pour le remplacer ; il est embauché le 14 octobre 1877. Les circonstances politico-militaires dans les États des Balkans, en Turquie et en Russie lui fournissent une excellente occasion pour le jeune vendeur d'armes qu'il est. Chaque État est prêt à payer pour contrer les intentions agressives perçues ou supposées de ses voisins, même après le traité de Berlin de 1878.

### Ventes d'armes

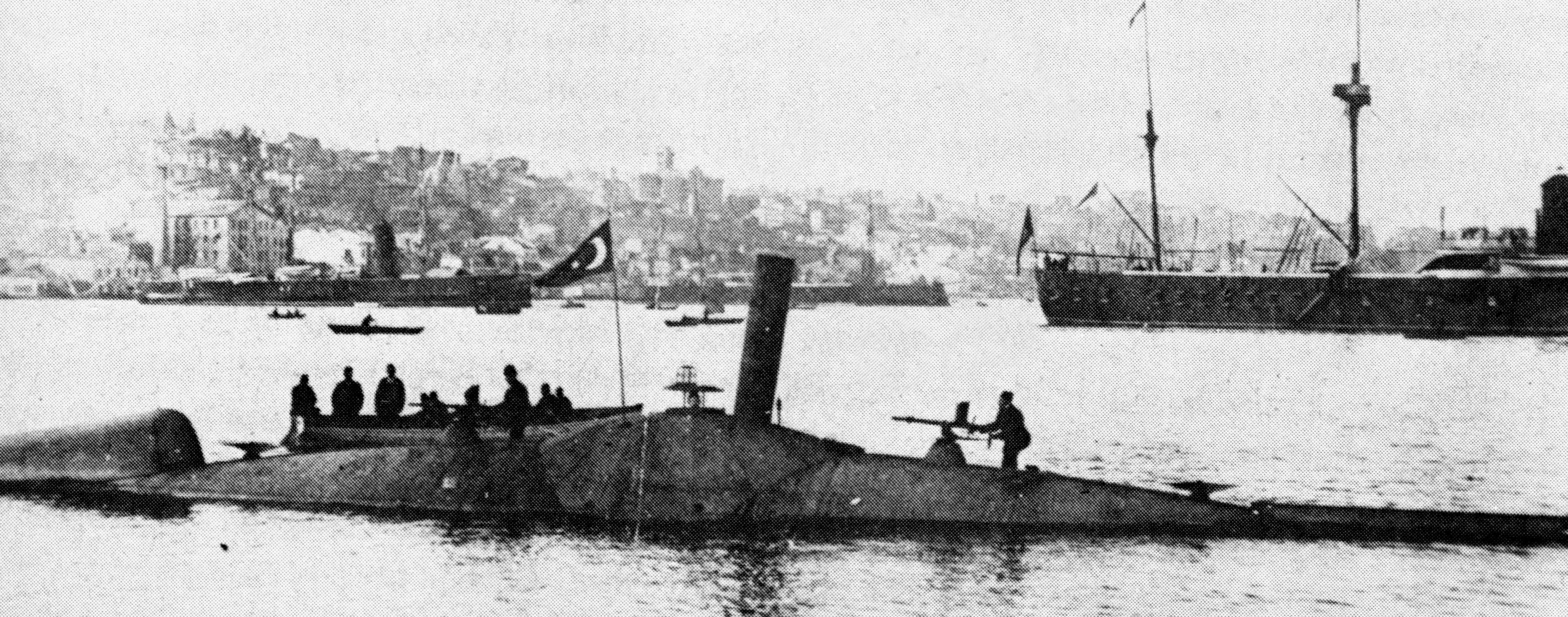
Le sous-marin ottoman Abdülhamid (1886), premier sous-marin à tirer une torpille en immersion. Deux sous-marins de cette classe, les Nordenfelt II (Abdülhamid, 1886) et Nordenfelt III (Abdülmecid, 1887) furent achetés par la marine ottomane.

Une des ventes les plus importantes de Basil Zaharoff est celle du Nordenfelt I, sous-marin à vapeur construit selon les plans du révérend anglican George William Littler Garrett (en) que les renseignements de la marine américaine considèrent comme susceptible de se déplacer en faisant des « mouvements dangereux et excentriques ». Thorsten Nordenfelt a déjà fait une démonstration de son engin à un congrès international de responsables militaires. Si les puissances majeures n'en veulent pas, les nations plus petites sont intéressées par le prestige apporté par le bâtiment.
Basil Zaharoff vend le premier modèle aux Grecs avec la promesse de modalités de paiement souples. Il convainc alors les Turcs que le premier modèle des Grecs représente une menace et il leur en vend deux. Il persuade alors les Russes du danger significatif de la flotte turque en mer Noire et il leur en vend deux. Aucun de ces sous-marins ne fut jamais vu dans un combat. Dans un test de tir de torpille effectué par la marine turque, le navire devient si instable qu'il coule.

#### MitrailleuseMaxim
La personne suivante à entrer dans l'histoire de Basil Zaharoff est l'ingénieur américain Hiram Maxim. La mitrailleuse de Maxim est une amélioration significative par rapport aux modèles de mitrailleurs à main de l'époque. La mitrailleuse de Maxim est certainement meilleure que tout ce qu'a Nordenfelt dans sa gamme à ce moment-là. On pense que Basil Zaharoff a eu une influence sur les événements qui se sont déroulés autour des démonstrations de la mitrailleuse de Maxim entre 1886 et 1888.
Les mitrailleuses de Maxim et de Nordenfelt sont présentées pour la première fois à La Spezia en Italie devant un parterre de personnalités importantes, incluant le duc de Gênes. Les représentants de Maxim ne sont pas présents.
La seconde démonstration se déroule à Vienne. Les représentants sont invités à modifier leurs armes de manière qu'elles puissent fonctionner avec la taille standard des munitions utilisées par l'infanterie autrichienne. Après plusieurs centaines de tirs, les mitrailleuses de Maxim ont commencé à marcher de manière erratique avant finalement de s'enrayer. Quand Maxim prend son arme pour voir ce qui s'est passé, il se rend compte qu'elle avait été sabotée. Mais il est déjà trop tard.
Le troisième essai a lieu également en Autriche, à Vienne et, cette fois, la mitrailleuse de Maxim marche parfaitement. Mais un inconnu réussit à convaincre les responsables militaires qu'elle nécessite une adaptation manuelle, arme par arme, et que pour cette raison la mitrailleuse de Maxim ne pourra jamais être produite en masse, empêchant ainsi la possibilité d'avoir assez d'exemplaires pour une armée moderne.
Nordenfelt et Zaharoff ont triomphé. Maxim, sûr d'avoir un bon produit, cherche un accord avec Nordenfelt, avec Zaharoff comme principal vendeur, disposant d'un taux de commission fort.
Bien que ce fait soit peu documenté, Basil Zaharoff était vu comme un maître dans la corruption et peu d'incidents sont parvenus aux oreilles du public. Cependant, certaines affaires, comme les pots-de-vin versés à l'amiral japonais Fuji suggèrent que beaucoup de choses se passent dans les couloirs. En 1890, l'association entre Maxim et Nordenfelt se termine et Zaharoff choisit de rester avec Maxim. Avec ses commissions, Zaharoff achète des parts de la société jusqu'à ce qu'il puisse annoncer à Maxim qu'il n'est plus un employé, mais un actionnaire aussi important que lui.
En 1897, l'entreprise Maxim est devenue assez importante pour susciter une offre d'achat de la part de Vickers, un des géants de l'industrie de l'armement britannique. L'offre  est très honnête en termes de liquidités de la part de la Vickers pour Zaharoff et Maxim. À partir de ce moment et jusqu'en 1911, alors que l'enthousiasme de Maxim décline, l'enthousiasme de Zaharoff et son portefeuille d'actions de la Vickers grandit. Avec le retrait de Maxim, Zaharoff rejoint le conseil d'administration de la Vickers.
La première décennie du XXe siècle est une époque de réorganisation et de modernisation pour beaucoup d'armées européennes. L'Allemagne et le Royaume-Uni mènent tous deux un effort particulier pour améliorer leurs flottes. Basil Zaharoff et la Vickers sont présents, aptes à aider chacune des deux parties. Après sa défaite désastreuse face au Japon en 1905, la Russie doit elle aussi rebâtir sa flotte. Mais la nation est touchée par un fort nationalisme qui exige l'utilisation de l'industrie nationale pour reconstruire. La réponse de Basil Zaharoff est de créer un gigantesque complexe industriel en Russie à Tsaritsyne (Volgograd). L'ouverture des archives du Tsar après la Première Guerre mondiale montre des détails significatifs dans la stratégie de l'industrie de l'armement. Une lettre de 1907 en particulier, écrite par l'usine de Paul von Gontard (une société contrôlée en secret par la Vickers en Allemagne) à un associé de la Vickers à Paris recommande que des communiqués de presse soient transmis à la presse française avec la proposition que la France améliore son armée pour faire face aux dangers de l'armée allemande. Ces articles sont lus au Reichstag et sont suivis par un vote pour l'augmentation des dépenses militaires. Tout ceci avantage Basil Zaharoff.

### Première Guerre mondiale
Dans les années précédant la Première Guerre mondiale, les possessions de Basil Zaharoff s'étendent à d'autres zones pour aider son commerce d'armes. En rachetant la société financière L'Union parisienne des banques, principalement impliquée dans des transactions liée à l'industrie lourde, il peut mieux contrôler les arrangements financiers. En étant le principal actionnaire du journal Excelsior fondé par l'homme de presse Pierre Lafitte, il peut vraisemblablement s'assurer de lignes éditoriales favorables à l'industrie de l'armement. Il n'a plus besoin d'autre chose que d'honneurs. Ce qui est fait en créant une maison de retraite pour les marins français qui lui vaut de recevoir la Légion d'honneur. Il fonde ensuite une chaire d'aérodynamique à l'Université de Paris et il est promu officier. Enfin, le 31 juillet 1914 (le jour de l'assassinat de Jean Jaurès), Raymond Poincaré le promeut commandeur de la Légion d'honneur.
La branche anglaise de la Vickers produit à elle seule, sur la durée de la guerre, quatre navires de ligne, trois croiseurs, 53 sous-marins, trois navires auxiliaires, 62 bâtiments légers (corvettes essentiellement), 2 328 canons, 8 millions de commandes d'acier, 90 000 mines, 22 000 torpilles, 5 500 avions et 100 000 mitrailleuses.
En 1915, Basil Zaharoff a des relations très proches avec Lloyd George et Aristide Briand. On raconte[Qui ?] que lors d'une visite à Aristide Briand, il aurait laissé une enveloppe contenant un million de francs pour les veuves de guerre, sur le bureau de ce dernier.

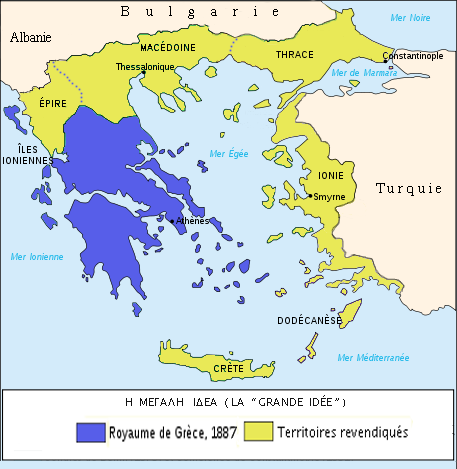
La version de la Grande Idée, défendue au traité de Sèvres par Elefthérios Venizélos.

Une des tâches de Basil Zaharoff durant la Première Guerre mondiale a été de s'assurer de l'implication de la Grèce du côté des Alliés, qui aurait renforcé le front oriental. Mais ce projet est difficile à réaliser : le roi Constantin Ier est le beau frère du Kaiser Guillaume II (la famille royale de Grèce est d'origine danoise, Georges Ier étant fils de Christian IX; elle est apparentée aux Schleswig-Holstein-Sonderburg-Glücksburg). En établissant une “agence de presse” en Grèce (Agence Radio) répandant des nouvelles favorables aux Alliés, Zaharoff contribue, en quelques mois, à la destitution du roi Constantin, en juin 1917, en faveur de son premier ministre, Elefthérios Venizélos.
Plusieurs chercheurs ont écrit sur lui depuis les années 1925-1930 : il a alimenté les conflits en vendant des armes à diverses nations opposées et ennemies. Paul Morand l'a dépeint comme « un splendide aventurier, roi secret de l'Europe », en raison à la fois des nombreux mystères et des zones d'ombre qui entouraient plusieurs périodes de son existence, et des relations internationales qu'il avait su nouer à travers le monde. Il a fréquenté les plus hautes personnalités politiques, comme Elefthérios Venizélos ou Georges Clemenceau, à qui il offre une Rolls-Royce et dont il recrute le fils Michel Clemenceau par l'entremise de Nicolas Pietri, son représentant en France, dans la société Vickers.
Zaharoff rachète en 1915 pour un million de francs-or le luxueux château de Balincourt sur deux cents hectares de parcs et jardins à Blanche Delacroix, la baronne de Vaughan, veuve morganatique de Léopold II. Il surenchérit dans l’aménagement du domaine où il passera ses étés en y recevant somptueusement ses clients, chefs d’Etat et militaires de haut rang, alors que la guerre bat son plein.
Son imposante fortune lui a aussi permis de passer pour un philanthrope : c'est à son initiative et grâce à sa donation qu'a été fondé l'Institut Pasteur d'Athènes.
À la fin de la guerre, The Times estime que Basil Zaharoff a dépensé 50 millions de livres pour la cause alliée, ignorant que ce n'est rien qu'une fraction de ses bénéfices liés au conflit. Il est même élevé au rang de baron et appelé Sir Basil Zaharoff.

### Commerce après guerre
Dans les années qui suivent le conflit, Basil Zaharoff s'implique dans les affaires des puissances moyennes que les vainqueurs, occupés à refaire l'Europe, ont autrement ignorées. En particulier, il s'assure que la Grèce recevra une part du partage de l'Empire ottoman. Zaharoff convainc Elefthérios Venizélos d'attaquer, et l'armée grecque est rapidement victorieuse. En novembre 1920, les monarchistes fidèles à Constantin Ier remportent les élections, et Venizélos abandonne le pouvoir. Zaharoff reste et pousse le roi à attaquer à nouveau la Turquie. Mais avec la réaction d'Atatürk, cette aventure militaire se termine par ce que les Grecs ont appelé la Grande Catastrophe. Ces engagements sont mal perçus par la presse à Londres et Paris.
Basil Zaharoff a été aussi impliqué dans deux autres affaires financières majeures. En octobre 1920, pressentant qu'il y a un grand avenir dans le commerce du pétrole, il participe à la création d'une société qui préfigure le géant British Petroleum.
En janvier 1922, il co-fonde avec Bernard Grasset le prix littéraire Balzac.

### Tentative de rachat de Monaco
Son association avec Albert Ier de Monaco, puis avec Louis II, l'amena à acheter la Société des bains de mer couverte de dettes. Cette société gérait le Casino de Monte-Carlo, principale source de revenus du pays, et il réussit en quelques mois à rendre à nouveau le casino bénéficiaire. À la même époque, Zaharoff s'assura auprès de Georges Clemenceau que le traité de Versailles garantirait la protection des droits de Monaco comme ils avaient été établis en 1641. De fait, son représentant en France, Nicolas Pietri, était proche de Clemenceau.
C'est en 1924, au lendemain de son mariage avec Maria del Pilar Antonia Angela Patrocinio Simona de Muguiro y Beruete, duchesse de Villa-Franca de los Caballeros, que Basil mûrit son grand projet : acheter « Le Rocher », non pour lui-même, mais pour Maria elle-même qui, de duchesse, deviendrait princesse. Albert Ier est mort en 1922. C'est désormais son fils Louis II qui tient les rênes de la principauté. Diplômé de Saint-Cyr, le nouveau prince a fait toute sa carrière dans l'armée française, pour laquelle il éprouve une véritable passion. Comme son père avant lui, Louis II n'en finit pas de se débattre dans les problèmes financiers. À Monaco, tout le monde sait en outre qu'il n'éprouve aucun intérêt pour les affaires du « Rocher » et qu'il regrette au plus haut point sa vie militaire.
Dans ces conditions, il pourrait être sensible à une offre de rachat venant de Zaharoff, pour peu que celui-ci y mette le prix. Or l'homme d'affaires est prêt à dépenser la plus grande part de sa fortune s'il le faut. Quant à Maria, elle a le profil idéal : elle est duchesse, a été mariée à un grand d'Espagne et est apparentée à la famille royale d'Espagne. Pour postuler à un titre princier, il s'agit d'atouts de poids.
Dans les premiers mois de l'année 1925, sûr de pouvoir obtenir ce qu'il convoite, Zaharoff rencontre discrètement Louis II à Paris pour lui proposer le marché. La désillusion est cruelle. Le « prince-soldat », comme on appelle parfois Louis II, refuse en effet catégoriquement de vendre « Le Rocher ». S'il regrette la vie militaire, il n'entend pas céder le patrimoine qu'il a hérité de sa famille, surtout à un homme comme Basil. Rien ne dit de toute façon que la France, qui exerce une sorte de protectorat sur Monaco depuis la signature du traité franco-monégasque de 1918, aurait laissé faire une telle opération.
Basil est consterné et furieux par le refus du prince. Usant d'une méthode à laquelle il a déjà eu recours par le passé, il engage alors une vaste campagne de presse contre Louis II et la principauté. Durant toute l'année 1925 et une grande partie de l'année 1926, il achète des articles à charge dans « L'Impartial », un hebdomadaire national qui paraît à Nice. Tout y passe, depuis l'étroitesse du corps électoral « Le corps électoral ne compte que 660 inscrits et 4 560 votants et ce minuscule groupe d'autochtones régente la principauté au nom de son insignifiance », lance ainsi le journal dans son édition du 4 avril 1925, jusqu'aux accusations de fraude fiscale en passant par le « déchaînement d'appétit d'argent » qui anime la famille princière.
Seule solution aux yeux du journal stipendié par Basil : pousser Louis à l'abdication et faire de la principauté une « ville libre sous tutelle de la France ». Louis II n'est pas en reste. Lui aussi s'est assuré des fidélités dans la presse, en l'occurrence au sein de « Tout va », le principal journal de Monaco. Tout acquis aux intérêts de la famille Grimaldi, son rédacteur en chef, Sylvain Fabi, ne fait pas dans la dentelle, multipliant les injures à caractère antisémite, dénonçant tour à tour en Basil Zaharoff un « métèque de la finance internationale », « un vautour né bulgare sous le nom de Zacharie Zacharias, juif évidemment », « un gros requin à la détestable réputation d'insatiable », dont la SBM, qu'il a « accaparée », doit être purgée dès que possible. Entre les deux camps, la lutte est à couteaux tirés.
Au début de l'été 1926, tout s'arrête. Entre-temps, un terrible événement est survenu qui a ravagé Basil Zaharoff : Maria est morte, emportée par la tuberculose. Son projet n'a désormais plus aucun sens. Meurtri, il abandonne alors toutes ses activités et se retire définitivement des affaires. Il mourra dix ans plus tard dans sa suite de l'Hôtel de Paris à Monaco, où Louis II avait accepté qu'il continuât de résider.

### Vie privée
Marié en premières noces au début des années 1870 avec Emily Ann Burrows sous le nom de Zacharia Basilieus Gortzacoff, en tant que « général à Kiev et prince russe », il se sépare de cette épouse quelques années plus tard sans divorcer, d'où un scandale lorsqu'un journal publie ses secondes noces en 1885 avec une héritière américaine, ce qui le rend bigame. Il se tire d'affaire en prenant la fuite et en changeant de nom.
Le 22 septembre 1924, à l'âge de 74 ans, Basil Zaharoff se remarie avec l'amour de sa vie, Maria del Pilar Antonia Angela Patrocinio Simona de Muguiro y Beruete, duchesse de Villa-Franca de los Caballeros (1869-1926), fille de Fermin Muguiro Azacarate, comte de Muguiro, riche homme d'affaires et sénateur du royaume d'Espagne et nièce de Segismundo Moret y Prendergast (1833-1913), ministre de l'Outre-Mer ainsi que ministre de l'économie et des Finances sous le règne d'Amédée Ier, ministre de l'Intérieur sous Alphonse XII, et par deux fois président du Conseil des ministres (président de gouvernement) et du Congrès des députés sous Alphonse XIII, veuve en premières noces de Son Excellence le prince Francisco Maria Isabel Pedro de Alcantara Sebastian Alfonso de Borbon-Braganza y Borbon, 1er duc de Marchena, Grand d'Espagne, chevalier de la Toison d'Or et de l'ordre de Charles III (1861-1923). Le mariage est célébré dans le somptueux château de Balincourt que le roi Léopold II de Belgique avait fait restaurer, redécorer et remeubler (par Jansen) pour l'offrir à sa jeune maîtresse puis épouse morganatique la baronne de Vaughan, qui en 1915 le vend à Zaharoff un million de francs-or.
Basil Zaharoff avait rencontré Maria del Pilar trois décennies auparavant, à l'automne 1889, à bord de l'Orient-Express entre Zurich et Paris alors qu'elle rencontrait des difficultés avec son mari déficient mental ; elle avait dix-sept ans, lui trente-six. Il fut tout de suite sous le charme de la jeune femme, mais il était prêt à attendre. Bien que le duc fût interné dans un asile, Maria, catholique, ne voulait pas entendre parler de divorce. Ils durent attendre la mort du duc. 
Dix-huit mois après le mariage, Maria meurt d'une infection. Après cet évènement qui le terrasse moralement, Sir Basil liquide ses affaires et entreprend de rédiger ses Mémoires. Cette rumeur fait trembler le monde tant les États et leurs chefs compromis dans les négociations tortueuses du marchand d'armes sont nombreux. Les Mémoires sont dérobés par un domestique qui espère faire fortune en révélant les secrets des Grands de ce monde, ou bien qui travaille pour l'un d'entre eux. La police retrouve le manuscrit et le rend à son propriétaire en toute discrétion, moyennant finance aux policiers. Mais ces écrits dérangeants, cette ultime provocation, ce dernier pied de nez au monde trouvent leur fin dans les flammes, lorsque le baron Zaharoff les fait brûler, dégoûté semble-t-il de tout et de tous. Mais un incendie se déclare et Sir Basil, cloué dans sa chaise roulante, n'a que le temps de faire appeler les pompiers, les suppliant à leur arrivée qu'on épargne surtout un mystérieux placard. Dans ce placard, plutôt une luxueuse petite pièce, sont disposés des paniers douillets, des soucoupes, des assiettes de lait, il élevait secrètement des chats qu'il adorait ; des chats qui, par leur finesse, leur malignité, leur souplesse, leur instinct, lui ressemblaient en quelque sorte, et évoquaient son caractère de félin prédateur.
Zacharias Basileios Zaharopoulos, alias Basil Zaharoff, meurt à Monte-Carlo, à l'Hôtel de Paris, le 27 novembre 1936 au matin, dans sa 87e année ; il partageait ses jours entre son château de Balincourt l'été, et Monte-Carlo l'hiver ; ses dernières années ont été douloureuses et solitaires.
Le bruit court encore que les trois filles de Maria del Pilar, cousine du roi d'Espagne, étaient celles de Zaharoff, qui les fera d'ailleurs héritières de son immense fortune et du château de Balincourt, à Arronville, où il est enterré : Cristina, née le 27 juillet 1889, morte à Londres en 1981, Elena, née le 30 juillet 1890, morte à vingt ans le 3 janvier 1910 et Maria de Los Angeles, née le 24 mai 1895. Si, peut-être, les deux dernières filles ont pu être celles de Zaharoff, ceci est exclu  pour l'aînée, née le 27 juillet 1889, avant la rencontre de sa mère et du marchand d'armes à l'automne 1889.
Maria de Los Angeles épouse civilement à Paris le 12 juin, et religieusement au château de Balincourt le 15 juin 1920 le comte turc d'origine polonaise Jan Ostroróg (1896-1975), né le 28 mars 1896 à Constantinople. Ils ont une fille Anne[réf. nécessaire] mais divorcent le 26 juillet 1926. Elle est adoptée par Basil Zaharoff par décision du tribunal de la Seine le 23 juin 1926 et hérite du domaine de Balincourt. Affectée peut-être par le fait que son beau-père ait bâti sa fortune en vendant des armes, elle a eu une vie humble et généreuse, comme en compensation.
À son décès, survenu à Abano Terme en Italie le 19 juillet 1964, elle demande à être enterrée parmi les humbles, au cimetière de Theuville, petit village du Val-d'Oise faisant partie du domaine, à deux kilomètres à peine du château, où sa tombe est toujours visible. Les descendants de sa fille unique Anne, elle-même décédée à 80 ans en 2004, sont les actuels possesseurs de Balincourt.